# Hanna Hnedkowa

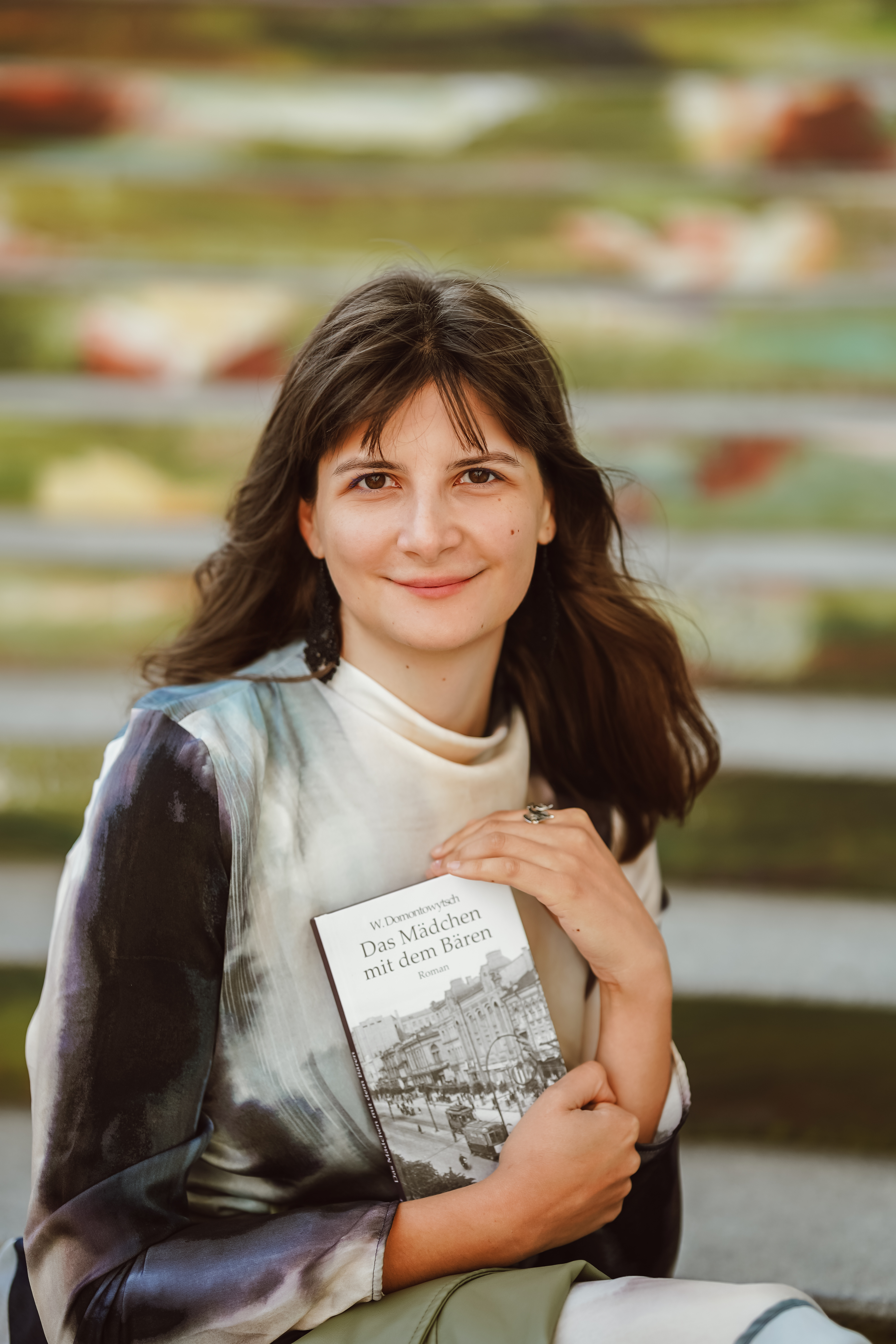
Hanna Hnedkowa (2023)

Hanna Hnedkowa (auch Ganna Gnedkova, ukrainisch Ганна Гнедкова; * 15. September 1992 in Kiew) ist eine ukrainische Übersetzerin, Schriftstellerin, Literaturkritikerin und Journalistin.

## Leben und Wirken
Ganna Gnedkova wurde in Kiew geboren und wuchs zweisprachig auf. Sie studierte Komparatistik an der Kiew-Mohyla-Akademie und an der Universität Wien.
Seit 2016 übersetzt sie Belletristik und Sachbücher vom Englischen und Deutschen ins Ukrainische und umgekehrt.
Im Jahr 2020 erhielt sie für ihren ersten eigenen Text „Mein Name sei G.“ den Exil-Literaturpreis für Lyrik. Außerdem war sie unter den Gewinnern des Godesberger Literaturpreises und des goldenen Pod-Preises für Kurzprosa.
2022 erhielt sie das Raniser Debüt Stipendium und schreibt an der Erzählsammlung mit dem Arbeitstitel „Das Kind und der Tod“.
Hanna Hnedkowa lebt in Wien und ist mit dem österreichischen Schriftsteller Peter Marius Huemer verheiratet. Seit dem Beginn des russischen Überfalls auf die Ukraine 2022 ist sie Ansprechpartnerin des Medienzentrums der ukrainischen Community.

## Werke (Auswahl)

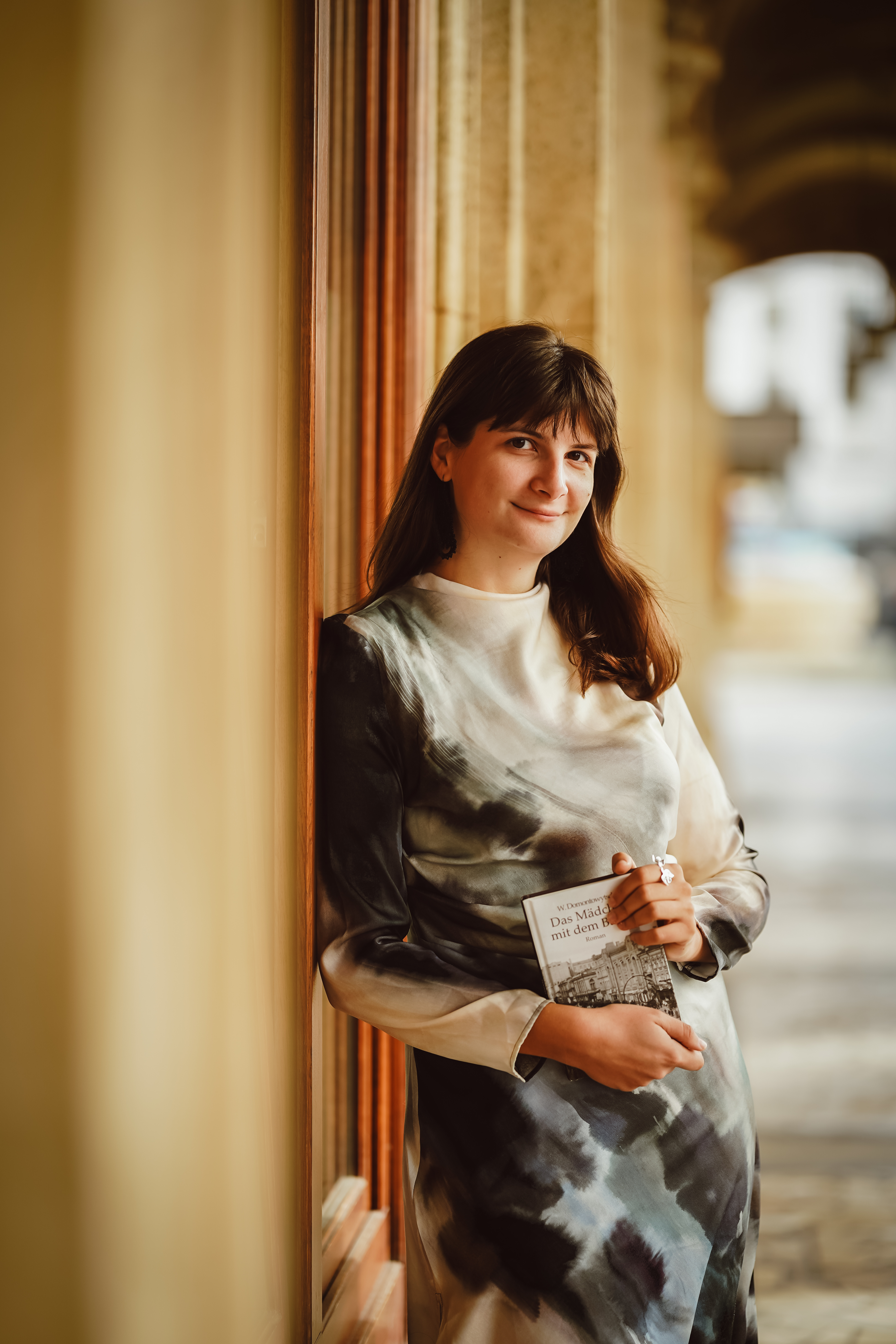
Hanna Hnedkowa (2023)

Übersetzungen aus dem Ukrainischen zusammen mit Peter Marius Huemer
- Kateryna Sad: Eine tierisch gute Idee / Ідея на мільй000000н. Zürich: Atlantis Verlag, 2023
- W. Domontowytsch. Das Mädchen mit dem Bären / Дівчина з ведмедиком. Wien: Septime Verlag, 2022
- Streifzüge. Ukraine / Книга-мандрівка. Україна. Kyjiw: Green Penguin Media, 2017.

Übersetzungen aus dem Deutschen ins Ukrainische
- Markus Gasser: Примхи пристрасті / Die Launen der Liebe. Kyjiw: Anetta Antonenko Verlag, 2023
- Peter Marius Huemer: Зрошення пустелі / Die Bewässerung der Wüste. Kyjiw: Anetta Antonenko Verlag, 2020
- Nora Krug: Вітчизна / Heimat; übersetzt von Ganna Gnedkova, Anna Bahrij und Melanija Bohonos. Kyjiw: Wydawnyztwo Verlag, 2020
- Gudrun Mebs: Бабуню! – гукає Фрідер / Oma!, schreit der Frieder. Kyjiw: Nowyj Samokat Verlag, 2019

Übersetzungen aus dem Englischen ins Ukrainische
- Philip K. Dick: Повне зібрання короткої прози. Том 3 / Short Stories. Band 3; übersetzt von Ganna Gnedkova und Jehor Poljakow. Kyjiw: Schupanskoho Verlag, 2023
- Glennon Doyle: вільна / untamed. Kyjiw: Boochef Verlag, 2021
- Henry James: Закрут ґвинта / The Turn of the Screw. In: Генрі Джеймс: Закрут гвинта. Дейзі Міллер; übersetzt von Ganna Gnedkova und Olena Lomakina. Kyjiw: Snannia Verlag, 2019
- Edith Wharton: Пора невинності / The Age of Innocence. Kyjiw: Snannia Verlag, 2018
- Catherine Ryan Hyde: Візьми мене з собою / Take Me With You. Kyjiw: KM Books Verlagsgruppe, 2018
- Mary Shelley: Франкенштейн, або Сучасний Прометей / Frankenstein; or, The Modern Prometheus. Kyjiw: Snannia Verlag, 2018
- David Herbert Lawrence: Англіє, моя Англіє / England, my England; übersetzt von Ganna Gnedkova und Olena Lomakina. Kyjiw: Snannia Verlag, 2017
- Най сніжить / Let it Snow: Three Holiday Romances. Kyiv: KM Books Verlagsgruppe, 2017
- Blake Crouch: Облуда / Wayward. Kyjiw: KM Books Verlagsgruppe, 2017.
- Blake Crouch: Сосни / Pines. Kyjiw: KM Books Verlagsgruppe, 2017

Als Herausgeber
- Ukraine mon amour: Stimmen einer freien Nation. Passagen Verlag, 2023, ISBN 978-3-7092-0533-4